# Băgaciu
Băgaciu (Hongaars: Szászbogács) is een comună in het district Mureş, Transsylvanië, Roemenië. Het is opgebouwd uit twee dorpen, namelijk:
- Băgaciu
- Deleni

## Demografie
In 2002 telde de comună zo'n 2.589 inwoners, in 2007 waren dit er al 2.686. Dat is een stijging met 97 inwoners (+3,7%) in vijf jaar tijd.

## Galerij

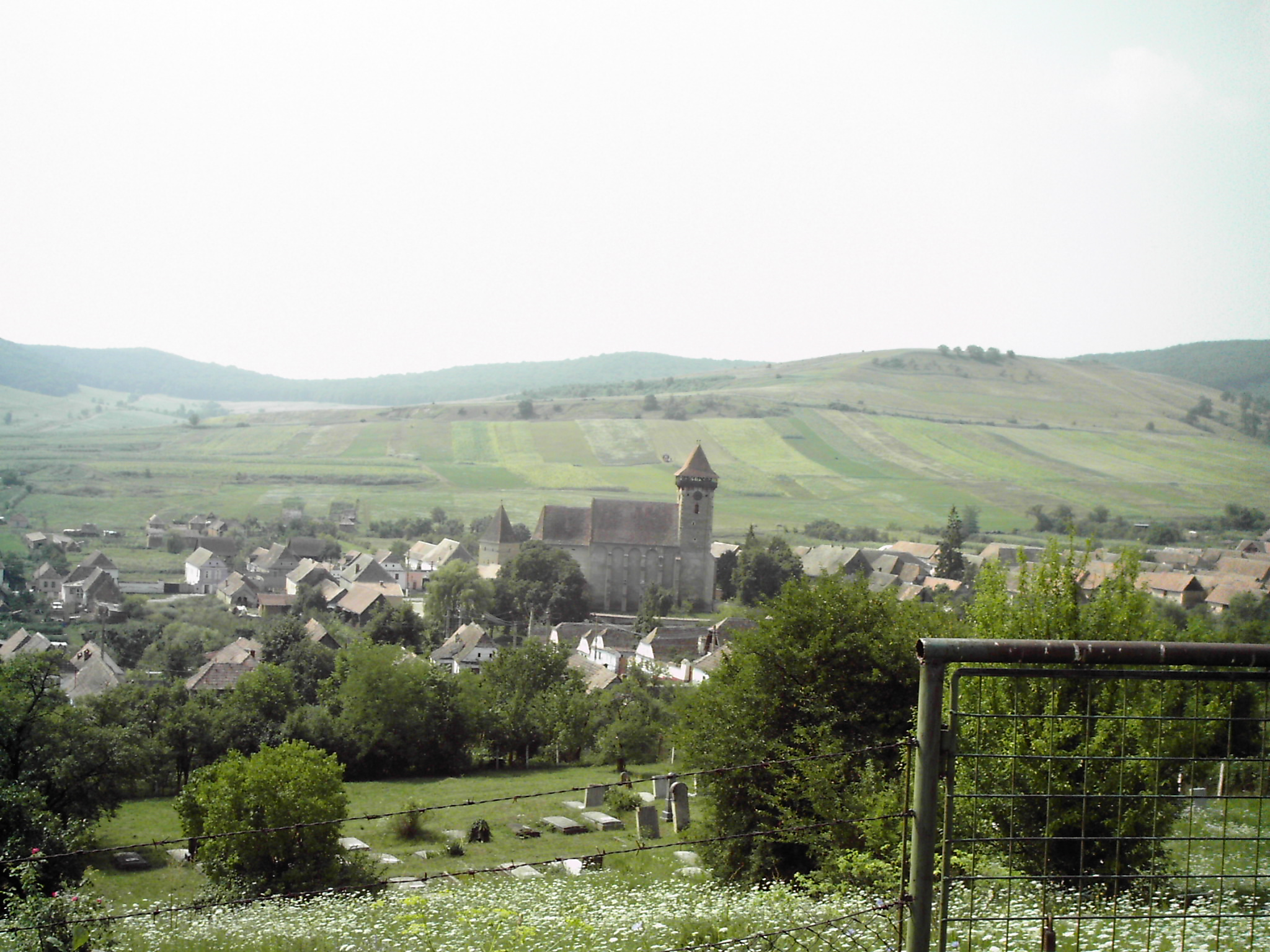
Een zicht op het dorp Băgaciu met zijn versterkte Saksische kerk in het midden.